# مخنف بن سلیم
مخنف بن سلیم یکی از صحابی محمد و از یاران علی بن ابی‌طالب بود که در دورهٔ خلافت وی، به امارت ری، اصفهان و همدان گماشته شد. به روایت ابن حجر وی در سال ۶۴ قمری در جنبش توابین به رهبری سلیمان بن صُرَد خزاعی کشته شد.

## نام و نسب
نام و نسب او «مخنف بن سلیم بن حارث بن سعد مناة بن غامد غامدی» است. او را از اهالی کوفه و عده‌ی او را از اهالی بصره شمرده‌اند. او دو برادر به نام های صقعب و عبدالله داشت. از فرزندان او می توان ابو مخنف، صاحب اخبار و سیره را نام برد. نقل‌شده، مخنف پسر خاله (یا دایی) عایشه بود. او سه پسر به نام‌های عامر (معروف به ابو رمله)، حبیب و محمد داشته است. عبدالرحمن، عبدالله و سعید نیز از پسران وی می باشند۔

## زندگی
مخنف بن سلیم زمانی که محمد به دعوت ابوظبیان ازدی پرداخت، اسلام آورد. او را در شمار اصحاب آورده‌اند زیرا از محمد احادیثی روایت کرده است. تنها اطلاعاتی که از زندگی مخنف بن سلیم در منابع موجود است، شرکت او در فتوح عراق در پیش از خلافت علی بن ابی‌طالب است. در جنگ جمل در لشکر عراقیان شرکت کرد و دو برادرش عبدالله و صَقْعَبْ در همین جنگ کشته شدند. پس از آن از سوی علی به امارت اصفهان و همدان گماشته شد اما در آستانهٔ جنگ صفین، علی طی نامه‌ای که نصر بن مزاحم متن آن را آورده، وی را نزد خود فراخواند و او در جنگ صفین حضور داشته است. مخنف ساکن کوفه بود و«جبّانه»ای(=گورستان) در همانجا بدو منسوب است. به روایت ابن حجر وی در ۶۴قمری در جنبش توابین به رهبری سلیمان بن صُرَد خزاعی کشته شد.
مشهورترین فرزند او عبدالرحمن است که در جنگ صفین حضور داشت و در برخی حوادث دیگر نیز پس از جنگ صفین شرکت جست. همچنین در وقایع مربوط به جنبش مختار ثقفی، می‌دانیم که از مخالفان او به شمار می‌رفت.
فرزند دیگر مخنف به نام محمد هم در صفین حضور داشت و از همراهی او با برادرش عبدالرحمن نیز سخنی به میان آمده‌است. از عبدالله بن مخنف نیز ابراهیم ابن محمد ثقفی در خبری یاد کرده و گویا وی دست کم تا سال ۷۷ قمری زنده بوده است. حبیب فرزند دیگر مخنف احادیثی از طریق پدرش نقل کرده است. دربارهٔ فرزند دیگر او سعید که پدربزرگ ابومخنف بود، هیچ‌گونه آگاهی در مآخذ موجود دیده نمی‌شود. یحیی پدر ابومخنف را نیز تنها از طریق چند روایتی که ابومخنف در برخی حوادث تاریخی از او نقل کرده، می‌شناسیم و واپسین زمان آن روایات مربوط است به سال ۹۶ قمری.